# Stine Larsen
Stine Larsen, née le 24 janvier 1996 à Glostrup au Danemark, est une footballeuse internationale danoise évoluant au poste d'attaquante pour le BK Häcken, et au poste de défenseur au sein de l'équipe nationale danoise.

## Biographie

### Carrière en club
Après avoir rejoint Brøndby IF à l'âge de 12 ans, Stine Larsen intègre l'équipe première en 2013, et en devient rapidement une joueuse importante. L'entraîneur de l'équipe, Per Nielsen, la loue comme potentiel Kim Vilfort féminin.

### Carrière internationale
Stine Larsen fait ses débuts internationaux en équipe nationale du Danemark en janvier 2015, lors d'un match nul 1-1 en amical contre la Nouvelle-Zélande à Belek, en Turquie. Bien qu'elle ait commencé sa carrière au sein de l'équipe nationale comme défenseur, la polyvalente Larsen est placée en tant qu'attaquante pour la victoire du Groupe 4 des qualifications à l'Euro 2017 face à la Slovaquie, en juin 2016. En raison des blessures subies en fin de tournoi par ses coéquipières Janni Arnth et Mie Leth Jans, Larsen est rétablie dans son rôle de défenseur lors de l'Euro 2017, et débute toujours en défense depuis cette date.

#### Buts internationaux
| # | Date              | Lieu                      | Adversaire  | But | Résultat | Compétition                        |
| - | ----------------- | ------------------------- | ----------- | --- | -------- | ---------------------------------- |
| 1 | 22 septembre 2015 | Biel / Bienne, Suisse     | Suisse      | 1–3 | 1–4      | Amical                             |
| 2 | 20 octobre 2016   | Yongchuan, Chine          | Ouzbékistan | 2-1 | 2-1      | Tournoi international de Yongchuan |
| 3 | 3 mars 2017       | Parchal, Portugal         | Portugal    | 1–0 | 6–0      | Algarve Cup                        |
| 4 | 3 mars 2017       | Parchal, Portugal         | Portugal    | 4–0 | 6–0      | Algarve Cup                        |
| 5 | 11 avril 2017     | Slagelse, Danemark        | Finlande    | 4–0 | 5–0      | Amical                             |
| 6 | 11 avril 2017     | Slagelse, Danemark        | Finlande    | 5–0 | 5–0      | Amical                             |
| 7 | 6 juillet 2017    | Wiener Neustadt, Autriche | Autriche    | 2–4 | 2–4      | Amical                             |

## Palmarès

### Club
Brøndby IF
- Elitedivisionen
  - Championne : 2014-15, 2016-17
- Landspokalturneringen
  - Vainqueur : 2014, 2015, 2017

### Sélection
- Championnat d'Europe féminin : 
  - Finaliste : 2017

### Individuel
- 2015 : Meilleur joueuse danoise de l'année
- 2018 : Joueuse d'Elitedivisionen de l'année